# ثيرون وود
ثيرون وود (بالإنجليزية: Theron Wood)‏ (7 فبراير 1990 بجزر كايمان في المملكة المتحدة - ) هو لاعب كرة قدم بريطاني في مركز الهجوم. شارك مع منتخب جزر كايمان لكرة القدم. أما مع النوادي، فقد لعب مع Ashford Town (Middlesex) F.C. ‏ وEvesham United F.C. ‏ وBodden Town FC ‏.

## وصلات خارجية
- ثيرون وود على موقع الاتحاد الدولي (مؤرشف)  (الإنجليزية)
- ثيرون وود على موقع قاعدة بيانات كرة القدم.إي يو (الإنجليزية)
- ثيرون وود على موقع ناشيونال فوتبول تيمز (الإنجليزية)
- ثيرون وود على موقع Soccerway.com (الإنجليزية)